# Ilha Nunivak
Nunivak é a segunda maior ilha no Mar de Bering. Pertence ao Alasca e está coberta por permafrost. É de origem vulcânica e fica a cerca de 48 km ao largo da foz do rio Yukon e do Kuskokwim, sendo cortada pelo paralelo 60 N. Nunivak Island tem 4226,78 km² de área, o que a torna a oitava maior ilha dos Estados Unidos. É habitada por 210 pessoas (censo de 2000). Toda a população vive numa única localidade da costa norte, a povoação de Mekoryuk.